# 石川紗彩
石川 紗彩（いしかわ さあや、1982年12月21日 - ）は、日本の女優・タレント。福岡県糸島市（旧糸島郡志摩町）出身。福岡女子大学英文学科卒業。身長166cm、B78、W57、H86。
主にCMやポスターでの活躍が多いが、テレビ番組にも出演するようになった。

## 出演

### 映画
- 哀憑歌 〜CHI-MANAKO〜（2008年）
- しあわせのかおり アナザーストーリー「この街で暮らして行こう」（2008年） - 主演：高岡睦美 役
- SPACE BATTLESHIP ヤマト（2010年） - 結城 役

### テレビ
- 日立 世界・ふしぎ発見!（2002年 - 2003年、TBS） - ミステリーハンター
- ウルトラマンメビウス（2006年 - 2007年、中部日本放送） - ミサキ・ユキ 役
- ULTRASEVEN X 第7話（2007年、中部日本放送） - ナタル 役
- 執事喫茶にお帰りなさいませ 第5話（2009年2月、毎日放送） - 人気漫画家 梢 役
- 結党!老人党（2009年8月、WOWOW） - 選挙活動をするイメクラ嬢 役
- 土曜ドラマスペシャル「神様の女房」（2011年10月、NHK） - 井植きぬえ 役
- 花燃ゆ 最終話（2015年12月13日、NHK） - 伊藤博文の二番目の妻 役

### CM
- 日清食品 どん兵衛
- リクルート ホットペーパー
- 亀田製菓 柿の種
- ACジャパン リサイクルの夢
- 住友生命保険 豊かな未来づくりプロジェクト
- バイシン アルメディモイスト
- イオン トップバリュ
- 白鶴酒造 上撰白鶴
- KDDI・ツーカー 停波告知
- HONDA 除雪機
- ファンケル マイルドクレンジングオイル
- TOYOTA カローラ
- 南日本銀行
- 聖教新聞
- 福岡県 国民健康保険
- スズキパレット
- ロート製薬肌ラボ
- P＆Gボールド(数種類)
- 白鶴酒造白鶴サケペット
- 再春館製薬所ドモホルンリンクルお手入れの見直し篇（2020年）

など他多数。

### オリジナルビデオ
- ウルトラマンメビウス外伝 アーマードダークネス（2008年、バンダイビジュアル） - ミサキ・ユキ 役

### ポスター
- 丸屋ブライダル
- 田崎真珠・アクセサリー

### ミュージック・ビデオ
- ミドリカワ書房「I am a mother」
- JUJU「素直になれたら」
- コブクロ「STAY」
- SUPER BEAVER「ありがとう」